# Barmu
Barmu (akad. Barmu, w transliteracji z pisma klinowego zapisywane mbar-mu i mba-ar-mu; tłum. „Nakrapiany”, „Pokryty plamkami”) – wysoki dostojnik (funkcja nieznana) za rządów asyryjskiego króla Adad-nirari II (911-891 p.n.e.); z asyryjskich list eponimów wiadomo, iż w 906 r. p.n.e. sprawował urząd limmu (eponima).